# Dino Crisis
Dino Crisis (ディノクライシス) no Japão, é um jogo lançado em 1999 para Playstation pela Capcom. Criado pelo mesmo diretor de Resident Evil, Shinji Mikami. O jogo segue o mesmo elemento diferenciando apenas o antagonista, que agora ao invés de humanos com fome, são animais sedentos por sangue.
Dino Crisis foi originalmente lançado em Julho de 1999 para a plataforma PlayStation. Possuindo outras versões para DreamCast, Microsoft Windows e PlayStation Network. Tendo como personagem principal, Regina.

## História
O jogo conta a história de uma unidade de resgate chamada S.O.R.T., que tem de ir a uma ilha desconhecida chamada Ibis. O cientista Edward Kirk, uma autoridade mundial em pesquisas energéticas, aparentemente morreu três anos atrás 2006. Na verdade, ele está vivo e trabalhando com um grupo de pesquisa numa ilha isolada, quando o governo descobre, envia um grupo para trazer Kirk de volta a seu país de origem. O cientista desenvolveu uma fonte de energia chamada de Third Energy (Terceira Energia). Os agentes saltam de pará-quedas (um deles - Cooper - morre logo no começo, ao aterrissar e ser engolido por um T-Rex) e descobrem que o lugar está cheio de dinossauros, e que quase todos os trabalhadores foram mortos. Ao encontrarem o Dr. Kirk, ele lhes revela que a Third Energy é capaz de transportar objetos e seres para qualquer tempo, e que a razão para aqueles dinossauros estarem ali é porque dependendo da quantidade de energia empregada é possível até mesmo viajar no tempo. Regina e sua equipe Gail e Rick devem resgatá-lo e voltarem à salvo para o Continente. Há três finais para este jogo, sendo uma delas uma incineração de 25% da ilha Ibis.

## Jogabilidade
Dino Crisis utiliza um motor 3D original com ambientes em tempo real , em oposição aos fundos pré-renderizados da série Resident Evil. O jogo tem o mesmo elemento das primeiras séries de Resident Evil. Sendo em 2D e 3D em determinadas partes. Os movimentos e controles da personagem são precisos embora a ação de tiro seja um pouco lenta. O jogo também trás novidades às armas, que são poucas, mas o número de munições compensam já que é possível misturar determinadas armas com certas munições. É possível também atirar dardos com efeitos. As cores representam o nível e o efeito. Variando de um simples sonífero (Curto tempo, mas podendo aumentá-lo dependendo do nível) até um veneno que em poucos instantes o dinossauro morre. Há um sistema chamado Magic Box. Se seu inventário estiver cheio, você pode deixar algum item nele no começo do jogo, e quando achar uma outra caixa, aquele mesmo item estará ali. O sistema de Save é estratégico, ou seja, dependendo de onde estiver, você só poderá salvar seu progresso se voltar ao início de jogo. Os Saves estão "embutidos" em certas portas. O jogo também se torna mais longo devido aos inúmeros quebra-cabeças que há contido na trama. Exigindo extrema paciência e uma boa memória para resolvê-los.

## Dinossauros
Entre os dinossauros que o jogador tem de enfrentar durante o jogo estão  os Velociraptor (em sua versão Jurassic Park), Pteranodon, Therizinosaurus (embora estes sejam mais semelhantes a um Segnosaurus, terizinossaurío primitivo), Compsognathus (que não são um problema tão grande) e por último, mas não menos importante, o terrível Tyrannosaurus rex. Porém, só há um T-Rex durante todo o jogo, que equivale ao Nemesis de Resident Evil 3. Com uma mordida ele pode matar a personagem Regina.
Assim como em Resident Evil 2, os inimigos muitas vezes são tantos que chegam a cercar o personagem principal. Além disso, muitas vezes os cenários são muito fechados, o que faz com que seja muito difícil de enfrentar tantos dinossauros de uma só vez (só fugindo mesmo, mas nem isso funciona direito, pois muitas vezes os dinossauros perseguem REGINA pelos cenários do jogo). Os dinossauros ,muitas vezes, quebram  janelas e portas, dutos de ventilação etc... No entanto, é possível pisar em alguns deles quando estes estão atordoados no chão ou dormindo nos corredores.

### Velociraptor
Principal vilão do jogo, o Raptor é o primeiro dinossauro a dar as caras. Ferozes, rápidos e bem fortes, são mais difíceis de matar que os seus "irmãos zumbis", de Resident Evil. Em certas ocasiões, aparecem dormindo pelo complexo ou ficam pelas passagens de ar e elevadores. Em certas circunstâncias, eles "fingem de mortos" após levar um tiro. Podem vir acompanhados de outros Raptores! Cuidado: em certos ambientes, eles abrem as portas! Algumas vezes, eles aparecem azuis. Atenção: estes seriam os "ultra-raptor", muito mais fortes que os normais.

### Therizinosaurus
São os mais fortes, depois do T-Rex. Eles atacam com suas garras imensas e mandíbulas terríveis, mas são muito lentos (tal como sua personagem). Raramente atacam sozinhos. A arma mais eficaz contra eles são os dardos envenenados ou o lança-granadas, pois são muito resistentes e, embora sejam lentos quando correm, são muito velozes no ataque. Uma curiosidade: o Therizinosaurus, na verdade, tinha mais de 8 metros de comprimento e era herbívoro; no jogo, ele vem caracterizado como um Segnosaurus, um dos animais mais primitivos da família deste dinossauro.

### Pteranodon
São os répteis voadores aparecem sempre para tirar a concentração do jogador! Sempre estão agarrando e largando Regina contra o chão, ou arremessam-na contra uma parede! Sempre que isso acontece, a personagem perde a arma e deve recuperá-la, antes que eles decidam exterminar a sua raça! Ao contrário do que aparece no jogo, eles não eram carnívoros, mas sim piscívoros. Apesar de não serem uma peça muito importante no game, é bom ficar atento: eles bicam!

### Compsognathus
São quase inúteis no jogo. Sempre aparecem perto de dinossauros ou pessoas mortas e não são um problema. Podem ser mortos com apenas um tiro de qualquer arma. Mas não é bom ficar gastando munição preciosa em dinossauros que não vão te perturbar.

### Tirannosauro Rex
É, sem sombra de dúvidas, o mais cruel dos chefes da série! Desde sua primeira aparição no jogo, o T-Rex vai tentar te mastigar a qualquer preço. O maior dinossauro do jogo representa o chefão, o adversário marcado para ser derrotado numa colossal batalha num dos finais do game. Não há outra coisa a fazer num encontro com a fera senão fugir, pois não há arma que impeça o carnívoro de mastigar Regina ou qualquer outro que tente enfrentá-lo! Em certas situações, a única coisa a fazer é atirar em sua imensa boca, para repeli-lo. É muito presente em todos os três finais do game.

## Finais
O jogo tem, ao todo, três finais diferentes. Durante todo o jogo, Rick e Gail vão perguntar a Regina o que ela quer fazer em determinadas situações. As ações que o jogador escolher definem o final que ele irá ver. Gail sempre prioriza a missão, enquanto Rick prefere ajudar os amigos. Jogador deverá escolher entre ajudar os amigos que estão presos na ilha ou priorizar a missão, mas isto não acontece apenas uma ou duas vezes: acontece várias vezes durante o jogo.

### Primeiro final
Sobreviventes: Regina, Rick e Edward Kirk
Gail se sacrifica para o sucesso da missão. Dr.Kirk é preso e é dado como responsável pela criação da Third Energy. No caminho para o Hovercraft (uma espécie de barco), Regina topa com o T-Rex. Mas, ao contrário do que se imagina, o dinossauro está morto, com a boca escancarada, numa poça enorme de sangue. Regina passa para o próximo ambiente e, ao fazê-lo, uma animação nada feliz é exibida: o T-Rex fecha sua boca! Com Regina a bordo, todos partem pelo canal para fora da ilha. A coisa vai muito bem até que várias torres d'água surgem por trás deles: é o Tyrannosaurus! E nadando! O jogador deverá batalhar com a fera. Após isso, numa cena em CG, Rick dispara o míssil presente no veículo num tanque de material inflamável, mandando tudo pelos ares. O Hovercraft pára e todos descansam, quando o T-Rex contra-ataca com toda sua fúria! Uma nova perseguição começa quando Regina pega uma bomba e joga na boca do dinossauro e, ao acionar o detonador, fala: "Você está extinto"!

### Segundo final
Sobreviventes: Regina, Rick e Gail
Dr.Kirk escapa da equipe da S.O.R.T. Mesmo sem ele, a equipe parte. No caminho para o Hovercraft, Regina encontra o T-Rex. Após lutar com o T-Rex uma cena de CG começa. Nela, Rick pega um lança-foguetes, disparando num tanque de combustível. Tudo começa a explodir e o terminal da Third Energy é danificado. Regina entra, rapidamente, no barco. Mesmo ferido, o T-Rex se lança na água. A energia acumulada suga tudo que está por perto (inclusive o T-Rex, Regina e todo o pessoal). Os S.O.R.T. escapam por pouco. Não fica claro se, com a explosão, o T-Rex morreu ou é mandado de volta para seu tempo certo.

### Terceiro final
Sobreviventes: Regina, Rick, Gail e dr.Kirk
Gail está muito ferido e Kirk é capturado. Todos se dirigem ao helicóptero e Regina vai chamar Rick. Ao chegar perto da localização do hacker, este informa que está sendo seguido pelo T-Rex. Ambos entram numa gôndola, fechando a cabeça do T-Rex na passagem. Furioso, o carnívoro se liberta e continua sua caçada. Novamente, o jogador deverá sobreviver numa batalha feroz contra o Tyrannosaurus. Ao terminar, os heróis entram no helicóptero e partem, sendo seguidos, mais uma vez, pelo T-Rex. Numa cena em CG o dinossauro fica perigosamente perto do veículo. Rick tenta se a afastar e, quando fica numa distância segura, solta uma bomba e explode o ambiente, detonando o T-Rex.